# Reinhard Gramm (Komponist)

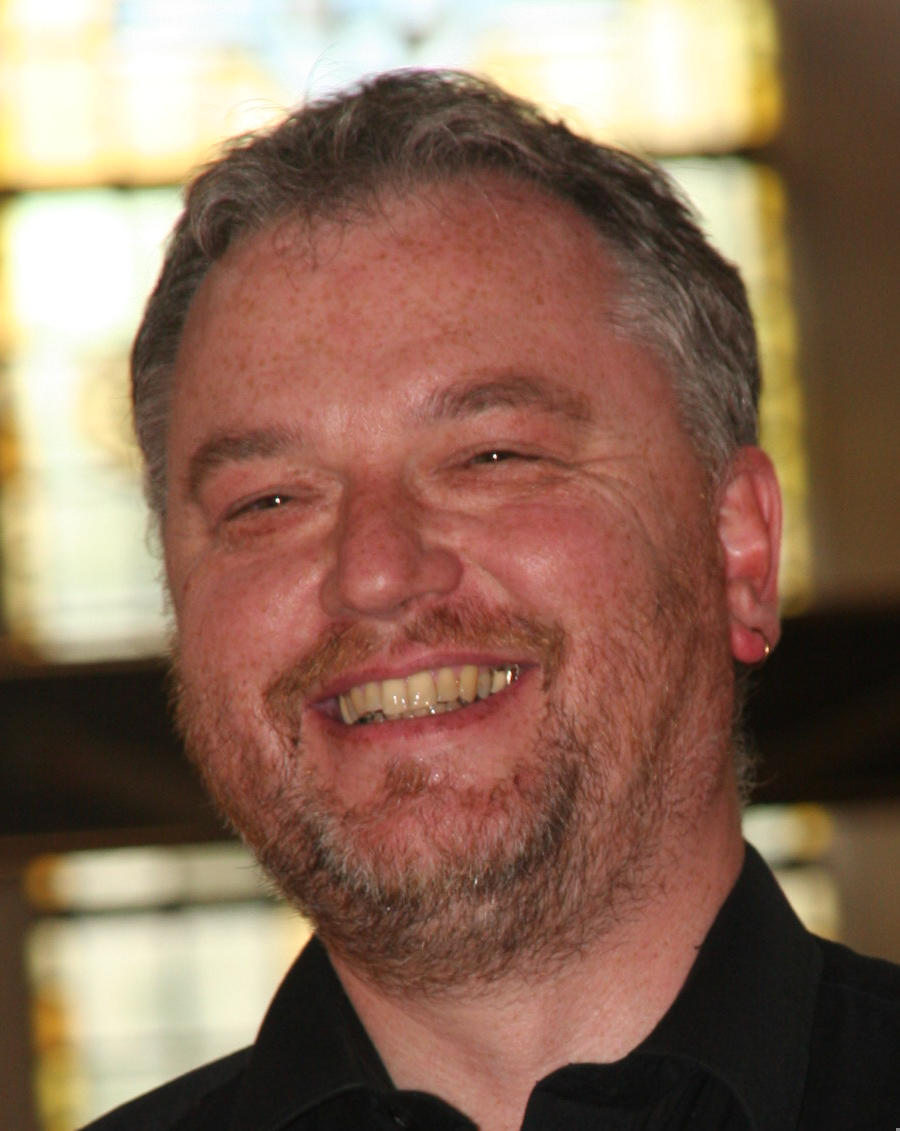
Reinhard Gramm (2008)

Reinhard Gramm (* 10. Mai 1961 in Gütersloh) ist ein deutscher Musiker und Komponist. Er ist als Landesposaunenwart im Posaunenwerk der Evangelisch-lutherischen Landeskirche Hannovers sowie als Komponist und Arrangeur für verschiedene Gruppen tätig.

## Werdegang
Reinhard Gramm wurde als drittes von vier Kindern der Eheleute Walter und Irmgard Gramm (geb. Arndt) in Gütersloh geboren. Er studierte Schulmusik (Lehramt für Sekundarstufe I) und Biologie an der Universität Bielefeld, Instrumentalpädagogik (Hauptfach Posaune) an der Hochschule für Musik Detmold und Kirchenmusik an der Hochschule für Kirchenmusik der Evangelischen Kirche von Westfalen. Als Kirchenmusiker und Kreisposaunenwart arbeitete er von 1987 an in Gütersloh und Schloß Holte-Stukenbrock. Seit 2003 ist er im Posaunenwerk der Evangelisch-lutherischen Landeskirche Hannover zuständiger Landesposaunenwart für den Bezirk Stade (identisch dem Sprengel Stade).

## Werk
Die ersten Kompositionen entstanden 1972 für Klavier. Inzwischen liegt der Schwerpunkt der kompositorischen Tätigkeit auf Musik für Blechbläser. Gramm verknüpft in allen seinen Werken verschiedene Stilrichtungen, wobei die Suche nach ausgefallenen Klangfarben sein Markenzeichen ist.
Zu seinen Aufgaben als Landesposaunenwart gehören Posaunenchorbesuche, die Leitung von Lehrgängen und Freizeiten, die kirchenmusikalische D- und C-Ausbildung im Bereich der Bläserchorleitung, Beratung bei Noten- und Instrumentenfragen, Herausgabe von Noten und Tonträgern, Planung und Durchführung von Landesposaunenfesten und redaktionelle Arbeit für das Posaunenchormagazin. Darüber hinaus obliegt ihm die musikalische Leitung verschiedener Bläserkreise. Kompositionen und Arrangements für Posaunenchor und Blechbläserensemble. Seit 2004 ist Reinhard Gramm Mitglied im Öffentlichkeitsausschuss des EPiD. 2010 erregte Gramm mediales Interesse mit seiner Deutschen Fußballfanfare 2010 für Vuvuzela und Blechbläserquartett.
Beim Kirchentag 2015 in Stuttgart wurde das Brassoratorium Anne – damit wir klug werden uraufgeführt. Gramm komponierte neun Musikstücke zwischen denen Textpassagen gelesen werden, die aus der Feder seiner Frau stammen. Das Stück wurde nach seiner Uraufführung über 20 weitere Male in ganz Deutschland aufgeführt.

## Notenausgaben (Auswahl)
- Reinhard Gramm, Suite für Jungbläser und Partita zu Auf und macht die Herzen weit in Töne der Hoffnung, Bd. 1, Landesarbeit der Ev. Posaunenchöre in Baden 1998, Heiko Petersen, Armin Schaefer (Hrsg.)
- Reinhard Gramm, Ein paar Gramm und Gospiel in Töne der Hoffnung, Bd. 2, Landesarbeit der Ev. Posaunenchöre in Baden 2001, Heiko Petersen, Armin Schaefer (Hrsg.)
- Reinhard Gramm, Go ´n go in Töne der Hoffnung, Bd. 3, Landesarbeit der Ev. Posaunenchöre in Baden 2006, Heiko Petersen, Armin Schaefer (Hrsg.)
- Reinhard Gramm, div. Stücke für Jungbläser in Töne der Hoffnung junior, Landesarbeit der Ev. Posaunenchöre in Baden 2007, Heiko Petersen, Armin Schaefer (Hrsg.)
- Reinhard Gramm, Wir sind die Kleinen in Gloria 2002, Strube Verlag, München-Berlin (2001)
- Reinhard Gramm, Verleih uns Frieden gnädiglich, Strube Verlag, München-Berlin (2004)
- Reinhard und Marita Gramm, Josef in Ägypten, ein dreichöriges Musikspiel um die biblische Josefsgeschichte, Strube Verlag, München-Berlin (2004)
- Reinhard Gramm, Entrata per ottoni, vierchörig, Strube Verlag, München-Berlin (2005)
- Reinhard Gramm, Neu wie der Tag, den Gott gemacht, Fantasie, Vorspiel, Satz zu einer Melodie von Christoph Spengler, Text von Friedemann Schmidt-Eggert, Strube Verlag, München-Berlin (2006)
- Reinhard Gramm, Lasst die Kinder zu mir kommen, fünf Stücke für Jungbläser und Posaunenchor, Strube Verlag, München-Berlin (2007)
- Reinhard Gramm, Popfantasie und You´re so magic in Musik für Kirche und mehr, deHaske Verlag, Heerenveen (Niederlande), Hrsg. Heiko Petersen (2008)
- Reinhard Gramm, Möge die Straße, Vorspiel und Sätze zu der Melodie von Markus Pytlik, erschienen in Bläserheft IV für Kirchentage, Strube (2009)
- Reinhard und Marita Gramm, Ester – die Sternenkönigin, ein dreichöriges Musikspiel um die biblische Liebesgeschichte zwischen Ester und Xerxes, Strube (2009)
- Reinhard Gramm, Wegen Euch, Bläserfantasie über ein Lied zum ÖKT 2010 in München, Strube (2010)
- Friedel W. Böhler, Reinhard Gramm, Jürgen Hahn, 3x3+1 Bläserstücke, darin Slow Motions u. a., Strube (2011)
- Reinhard Gramm, Suite Bretonne, in sechs Sätzen durch die Bretagne (Mont St. Michel, Le Dossen, Huelgoat, Carnac, Pont Aven, Les Phares de Bretagne), Strube (2013)
- Reinhard Gramm, El Pampero, Suite in fünf Sätzen über den argentinischen Schönwetterwind (Strube Verlag, 2015)
- Reinhard Gramm, Die Gedanken sind frei (Strube Verlag, 2016)